# Calcarone

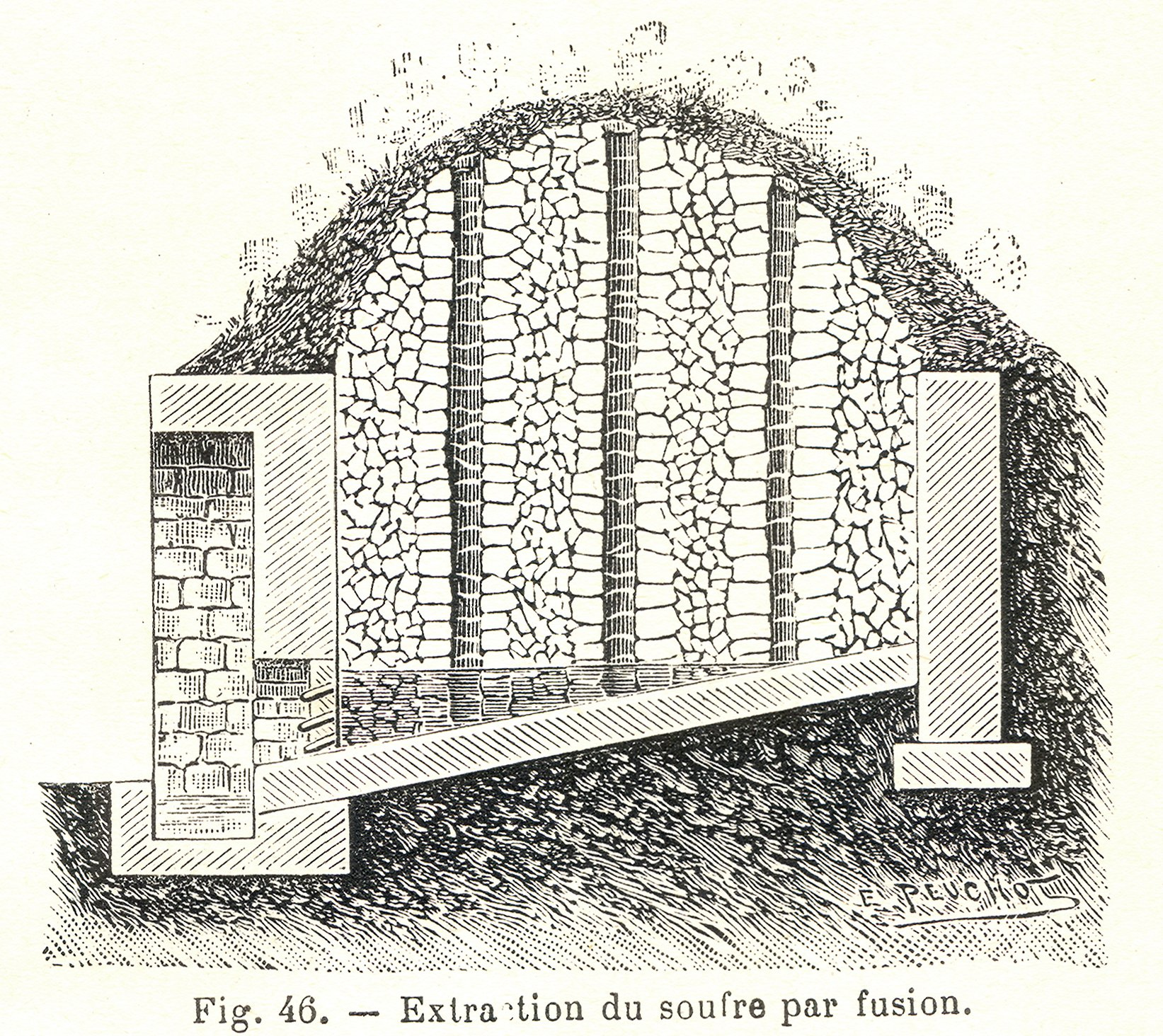
Sezione di un calcarone

I calcaroni sono dei particolari forni di fusione del minerale di zolfo estratto dalle miniere che hanno lo scopo di separare lo zolfo puro dalle impurità.
Il calcarone rappresenta la naturale evoluzione della precedente metodologia delle calcarelle. 
Il forno consiste in una particolare costruzione, in genere di forma cilindrica o leggermente tronco-conica, alta circa 5 metri il cui pavimento interno presenta una inclinazione di una decina di gradi terminando in basso con un'apertura detta morte.
La struttura riempita di minerale di zolfo presenta dei canaloni verticali di ventilazione e delle aperture nella copertura tramite le quali il fuoco viene attizzato dall'alto. La cupola di materiale da raffinare viene ricoperta da una camicia di ginisi, e la bocca del forno (morte) viene chiusa con un impasto di gesso. 
Lo zolfo fonde lentamente scendendo verso il basso e, raccolto dal pavimento inclinato, cola verso l'uscita. Una volta aperta la cosiddetta morte, attraverso canaloni di legno, vien fatto colare in apposite forme e raffreddandosi forma una sorta di lingotti dette balate. 
Il processo permette di trattare circa 2000 metri cubi di minerale per volta e la fusione si protrae per circa 20-30 giorni. 
Nonostante la quantità di inquinanti e di perdite sia notevolmente inferiore rispetto alla calcarella anche il calcarone presenta un notevole spreco di minerale; il suo rendimento infatti è intorno al 50% ; ciò a causa della bruciatura dello zolfo necessaria al processo di riscaldamento che oltretutto causa un forte inquinamento ambientale a causa dei fumi irritanti emessi.